# Brian Olsavsky
Brian Olsavsky (1964) è un dirigente d'azienda statunitense vicepresidente e direttore finanziario di Amazon, con cui lavora dall'aprile 2002.
Nato nel 1964, si è laureato presso la Pennsylvania State University e ha conseguito un MBA presso la Carnegie Mellon University.